# Michigan Technological University
La Michigan Technological University (MTU) è un'università di Houghton, nel Michigan, negli Stati Uniti d'America.

## Storia
La Michigan Technological University venne fondata nel 1855 e prendeva originariamente il nome di Michigan Mining School. Nel 2022 contava oltre settemila studenti.